# Huanta
Huanta è una città del Perù, capoluogo della provincia omonima situata nella regione di Ayacucho.